# Slovensko na Letních olympijských hrách 2008

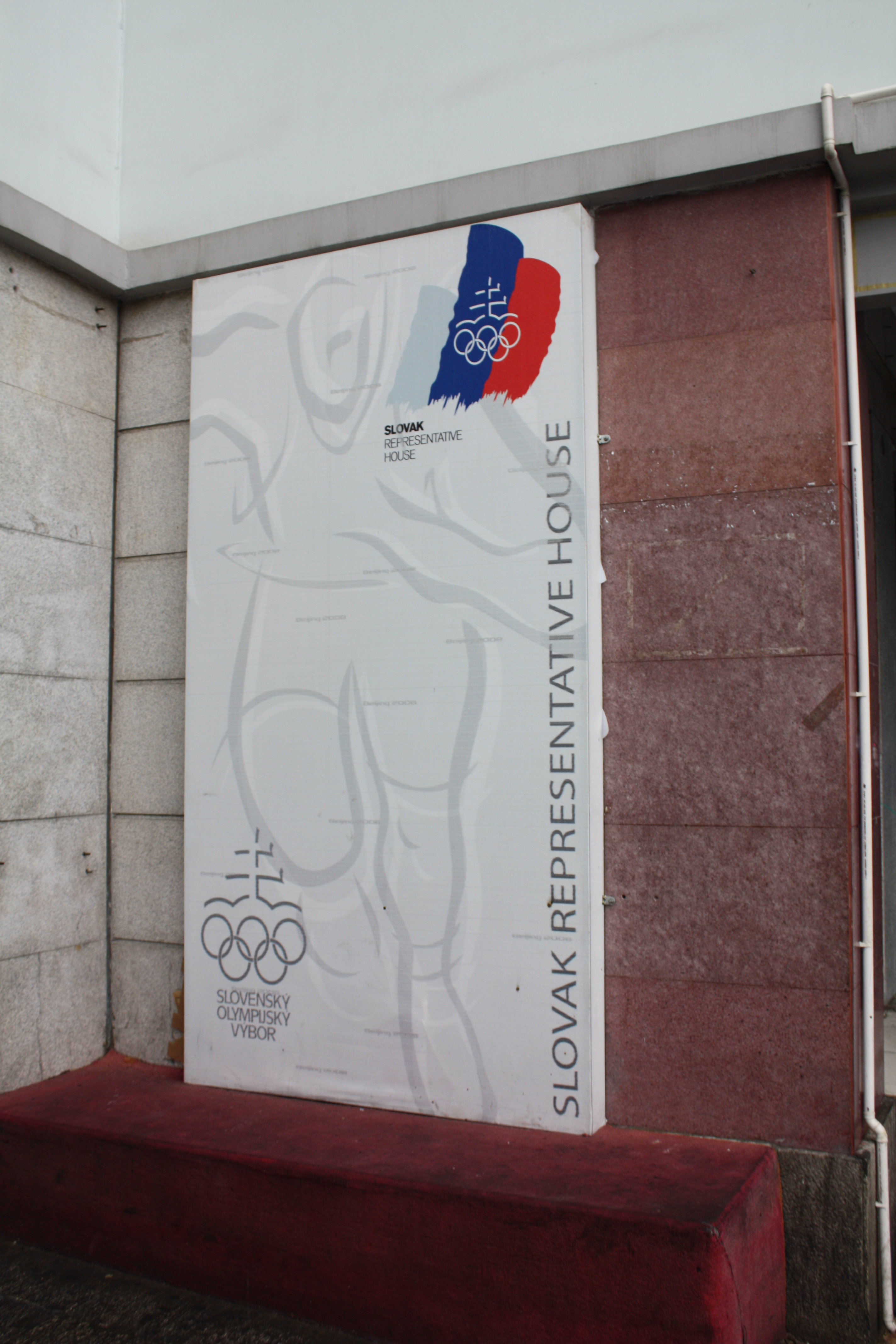

Slovensko na Letních olympijských hrách 2008 reprezentovalo 57 sportovců.

## Medaile
| Medaile | Jméno                                                      | Sport             | Disciplína           |
| ------- | ---------------------------------------------------------- | ----------------- | -------------------- |
| Zlato   | Michal Martikán                                            | Kanoistika        | C1 slalom            |
| Zlato   | Elena Kaliská                                              | Kanoistika        | K1 slalom            |
| Zlato   | Pavol Hochschorner Peter Hochschorner                      | Kanoistika        | C2 slalom            |
| Stříbro | Zuzana Rehák Štefečeková                                   | Sportovní střelba | trap                 |
| Stříbro | Michal Riszdorfer Richard Riszdorfer Juraj Tarr Erik Vlček | Kanoistika        | K4 1000 m            |
| Bronz   | David Musulbes                                             | Zápas             | volný styl do 120 kg |

## Seznam všech zúčastněných sportovců
| Číslo | Jméno                    | Pohlaví | Věk | Sport                   |
| ----- | ------------------------ | ------- | --- | ----------------------- |
| 1     | Kazimír Verkin           | Muž     | 36  | Atletika                |
| 2     | Jana Velďáková           | Žena    | 27  | Atletika                |
| 3     | Dana Velďáková           | Žena    | 27  | Atletika                |
| 4     | Dmitrij Valukevič        | Muž     | 27  | Atletika                |
| 5     | Matej Tóth               | Muž     | 25  | Atletika                |
| 6     | Zuzana Tomasová          | Žena    | 31  | Atletika                |
| 7     | Jozef Repčìk             | Muž     | 22  | Atletika                |
| 8     | Zuzana Malíková          | Žena    | 25  | Atletika                |
| 9     | Peter Korčok             | Muž     | 33  | Atletika                |
| 10    | Miloslav Konopka         | Muž     | 29  | Atletika                |
| 11    | Lucia Klocová            | Žena    | 24  | Atletika                |
| 12    | Martina Hrašnová         | Žena    | 25  | Atletika                |
| 13    | Petr Horák               | Muž     | 24  | Atletika                |
| 14    | Milan Haborák            | Muž     | 35  | Atletika                |
| 15    | Slaven Dizdarević        | Muž     | 27  | Atletika                |
| 16    | Libor Charfreitag        | Muž     | 30  | Atletika                |
| 17    | Miriam Bobková           | Žena    | 29  | Atletika                |
| 18    | Miloš Bátovský           | Muž     | 29  | Atletika                |
| 19    | Eva Sládeková            | Žena    | 26  | Badminton               |
| 20    | Zoltán Pálkovács         | Muž     | 27  | Judo                    |
| 21    | Ivana Kováčová           | Žena    | 16  | Sportovní gymnastika    |
| 22    | Ján Valach               | Muž     | 34  | Cyklistika              |
| 23    | Janka Števková           | Žena    | 32  | Cyklistika              |
| 24    | Matej Jurčo              | Muž     | 23  | Cyklistika              |
| 25    | Roman Broniš             | Muž     | 31  | Cyklistika              |
| 26    | Marián Ostrčil           | Muž     | 27  | Kanoistika (rychlostní) |
| 27    | Martina Kohlová          | Žena    | 23  | Kanoistika (rychlostní) |
| 28    | Ivana Kmeťová            | Žena    | 23  | Kanoistika (rychlostní) |
| 29    | Peter Cibák              | Muž     | 27  | Kanoistika (slalom)     |
| 30    | Erik Vlček               | Muž     | 26  | Kanoistika (rychlostní) |
| 31    | Juraj Tarr               | Muž     | 29  | Kanoistika (rychlostní) |
| 32    | Richard Riszdorfer       | Muž     | 27  | Kanoistika (rychlostní) |
| 33    | Michal Riszdorfer        | Muž     | 31  | Kanoistika (rychlostní) |
| 34    | Michal Martikán          | Muž     | 29  | Kanoistika (slalom)     |
| 35    | Elena Kaliská            | Žena    | 36  | Kanoistika (slalom)     |
| 36    | Peter Hochschorner       | Muž     | 28  | Kanoistika (slalom)     |
| 37    | Pavol Hochschorner       | Muž     | 28  | Kanoistika (slalom)     |
| 38    | Patrik Pollák            | Muž     | 35  | Jachting                |
| 39    | Denisa Smolenová         | Žena    | 19  | Plavání                 |
| 40    | Martina Moravcová        | Žena    | 32  | Plavání                 |
| 41    | Ľuboš Križko             | Muž     | 28  | Plavání                 |
| 42    | Eva Ódorová              | Žena    | 28  | Stolní tenis            |
| 43    | Erik Varga               | Muž     | 32  | Sportovní střelba       |
| 44    | Daniela Pešková          | Žena    | 24  | Sportovní střelba       |
| 45    | Pavol Kopp               | Muž     | 29  | Sportovní střelba       |
| 46    | Jozef Gönci              | Muž     | 34  | Sportovní střelba       |
| 47    | Mário Filipovic          | Muž     | 32  | Sportovní střelba       |
| 48    | Danka Barteková          | Žena    | 23  | Sportovní střelba       |
| 49    | Zuzana Rehák Štefečeková | Žena    | 24  | Sportovní střelba       |
| 50    | Janette Husárová         | Žena    | 34  | Tenis                   |
| 51    | Dominik Hrbatý           | Muž     | 30  | Tenis                   |
| 52    | Daniela Hantuchová       | Žena    | 25  | Tenis                   |
| 53    | Dominika Cibulková       | Žena    | 19  | Tenis                   |
| 54    | Pavel Šimko              | Muž     | 26  | Triatlon                |
| 55    | Ondřej Kutlík            | Muž     | 31  | Vzpírání                |
| 56    | Attila Bátky             | Muž     | 35  | Zápas                   |
| 57    | David Musulbes           | Muž     | 36  | Zápas                   |